# 水嶋友穂
水嶋 友穂（みずしま ゆうほ、1982年5月25日 -）は、日本のAV女優。

## 略歴
2006年『ハメ乗りクレイジーFUCK』でAVデビュー。
2007年『パイパンクィーン×セル解禁』で復帰&セルでビュー。

## 人物
趣味は格闘技（プロレスなど）観戦、競馬観戦。特技は開脚。
好きな物は甘い物。

## 出演作品
2006年
- ハメ乗りクレイジーFUCK（1月21日、ビタミンH）
- ドMに欲情スパルタン（2月21日、ビタミンH）
- どMな私の淫乱武者修行（3月21日、ビタミンH）
- どS挑発! フェラぬきハッスル!!（4月21日、ビタミンH）
- ザ・レースクィーンBomb! 4時間（5月10日、ビデオバンク）共演：倖田梨紗、叶樹梨 ほか ※総集編
- 拘束変態★バイブでお仕置き!!!!（5月21日、h.m.p）
- h.m.pヒットアイドルサーチ お姉さまでエロいAV女優（6月10日、ビデオバンク）共演：美月れいな、叶樹梨 ほか ※総集編
- Candy [strawberry]（6月21日、ビデオバンク）
- エロVS [低身長vs高身長]（7月21日、ビデオバンク）共演：倖田梨紗、桜井梨花 ほか ※総集編
- 未公開+ベストSEX（7月25日、h.m.p）
- 精液ぶっかけごっくんレイプ（8月21日、h.m.p）
- ザ・バイブBomb! 4時間（9月10日、ビデオバンク）共演：倖田梨紗、叶樹梨 ほか ※総集編
- どM女!!!! 失禁絶頂（9月21日、h.m.p）
- ザ・ドレスBomb! 4時間（10月21日、ビデオバンク）共演：桜井梨花、叶樹梨 ほか ※総集編
- h.m.p レイプNOW 4時間（11月10日、ビデオバンク）共演：前嶋美歩、桜井梨花 ほか ※総集編
- レースクイーンマニア（11月25日、h.m.p）共演：倖田梨紗、叶樹梨 ほか ※総集編

2007年
- パイパンクィーン×セル解禁（11月1日、MOODYZ）
- 極上 おしゃぶり学園（12月1日、MOODYZ）共演:青木玲、妃乃ひかり

2008年
- パイパン中出し黒人FUCK（1月1日、MOODYZ）
- 真性アナルFUCK（2月13日、MOODYZ）
- 超人気女優のパイパンSEX4時間（3月1日、MOODYZ）※総集編
- 聖水くらぶ（5月1日、MOODYZ）共演:早川瀬里奈
- ハイモザ 潮吹きFUCK4時間（5月1日、MOODYZ）※総集編
- 淫らな美尻（10月1日、MOODYZ）